# Marisa Mell
Marisa Mell (eigentlich Marlies Theres Moitzi; * 24. Februar 1939 in Graz; † 16. Mai 1992 in Wien) war eine österreichische Schauspielerin.

## Leben
Marlies Theres Moitzi, so Mells Geburtsname, wuchs in Graz auf. Schon früh begeisterte sie sich für das Theater. Sie besuchte die Schauspielschule in Graz und danach das Max-Reinhardt-Seminar in Wien. Zu ihrer Jahrgangsstufe gehörten unter anderen Erika Pluhar, Heidelinde Weis und Senta Berger. Im Hinblick auf die erhoffte internationale Karriere änderte sie ihren Namen in Marisa Mell. Nachdem sie die Schauspielschule beendet hatte, heiratete sie den Schweizer Henri Tucci. Die Ehe hielt vier Jahre. Ihren ersten internationalen Erfolg hatte sie 1963 in dem von Ken Russell inszenierten Film French Dressing. Im selben Jahr erlitt sie bei einem Autounfall schwere Gesichtsverletzungen.
Der italienische Produzent Dino de Laurentiis besetzte 1967 in dem Abenteuerfilm Gefahr: Diabolik! die weibliche Hauptrolle der Eva Kant mit Mell, die hier an der Seite von John Phillip Law spielte. Der Regisseur des Films, Mario Bava, ließ sich vom Erfolg von James Bond 007 – Feuerball aus dem Jahr 1965 inspirieren und gilt heute als Wegbereiter der Pop Art in der Filmkunst. Mell wurde in seiner Inszenierung in freizügigen Kostümen und mitunter nackt als blonde „Verführerin“ gezeigt. Der Film hatte nur mäßigen kommerziellen Erfolg, gilt jedoch in Cineastenkreisen als „Kult“.
Im Jahr 1968 übernahm Mell die Hauptrolle in dem von David Merrick und Vincente Minnelli produzierten Musical Mata Hari. Der erhoffte Broadway-Erfolg stellte sich nicht ein; das Stück wurde bereits nach einer Vorpremiere in Washington abgesetzt. Die Rolle der Mata Hari hatte zuvor Mells Studienkollegin Senta Berger abgelehnt.
Danach kehrte Mell nach Rom zurück und drehte Filme mit Marcello Mastroianni und Antonio Sabàto. 1971 spielte sie neben Uschi Glas und Petra Schürmann im letzten Edgar-Wallace-Film, Das Rätsel des silbernen Halbmonds, der nur mäßigen Erfolg verzeichnete. 1976 war Mell an der Seite von Tony Curtis in Casanova & Co. zu sehen. Am 26. November 1977 brachte Mell in Rom ihr einziges Kind, Louisa Erika, zur Welt. Es starb noch am selben Tag. Die Identität des Vaters gab Mell nicht bekannt.
Mell wurde im Film meist als „Femme fatale“ und „Leinwandschönheit“ eingesetzt, eine Zeit lang war sie in vielen Ländern bekannt, stand dabei aber in der Kritik konservativer und feministischer Kommentatoren. Ihr darstellerisches Talent kam in ihren Rollen selten zur Geltung. Allmählich nahmen die Filmangebote ab, und Mell verarmte. Sie zog von Rom zurück nach Wien und spielte in ihren letzten Lebensjahren sporadisch Theater.
1990 veröffentlichte sie ihre Autobiografie, Coverlove. Ihre Kollegin Erika Pluhar schrieb nach ihrem Tod ein Buch über Mell, Marisa. Rückblenden einer Freundschaft. Die erste ausführliche Biografie Mells erschien 2013 unter dem Titel Die Feuerblume (Autor André Schneider).
Marisa Mell starb 1992 im Alter von 53 Jahren an Speiseröhrenkrebs und wurde auf dem Pfarrfriedhof Kahlenbergerdorf in Wien begraben. Im Jahr 2000 wurde die Marisa-Mell-Gasse in Wien-Liesing eingeweiht.

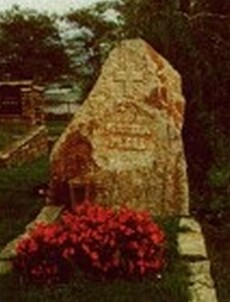
Grabstätte von Marisa Mell

## Filmografie
- 1954: Wenn du noch eine Mutter hast (Das Licht der Liebe)
- 1959: Das Nachtlokal zum Silbermond
- 1960: Der brave Soldat Schwejk
- 1960: Am Galgen hängt die Liebe
- 1960: Wegen Verführung Minderjähriger
- 1961: Lebensborn
- 1961: Ruf der Wildgänse
- 1962: Das Rätsel der roten Orchidee
- 1962: Doktor (Dr)
- 1963: Venusberg
- 1963: Versuch’s mal auf Französisch (French Dressing)
- 1963: Der letzte Ritt nach Santa Cruz
- 1963: Ein Mann im schönsten Alter
- 1964: Agenten lassen bitten (Masquerade)
- 1965: Casanova ’70
- 1965: Jagd auf blaue Diamanten (Diamond Walkers)
- 1965: Scharfe Küsse für Mike Forster (City of Fear)
- 1965: Der Zug zur Hölle (Train d’enfer)
- 1966: Höllenjagd auf heiße Ware (New York chiama Superdrago)
- 1966: Paras – Goldraub in der Luft (Objectif: 500 millions)
- 1966: Che notte, ragazzi!
- 1968: Gefahr: Diabolik! (Diabolik)
- 1968: Liebe, Laster und Ganoven (Stuntman)
- 1968: Ladies, Ladies (Le dolci signore)
- 1969: Nackt über Leichen (Una sull’altra)
- 1969: Die Schamlosen (Les Belles au bois dormantes)
- 1970: Senza via d'uscita
- 1971: Elisabeth von Österreich (TV)
- 1971: Historia de una traición
- 1971: Marta
- 1971: Das Rätsel des silbernen Halbmonds (Sette orchidee macchiate di rosso)
- 1972: Ben und Charlie (Amico, stammi lontano almeno un palmo)
- 1972: Fünf Klumpen Gold (Tutti fratelli nel West… per parte di padre)
- 1972: Magic Graz (Kurzfilm)
- 1972: Alta tensión
- 1973: Bella, ricca, lieve difetto fisico cerca anima gemella
- 1973: Pena de muerte
- 1973: Milano rovente
- 1974: La moglie giovane
- 1975: Parapsycho – Spektrum der Angst
- 1975: Amori, letti e tradimenti
- 1975: La encadenada
- 1975: Mahagoni (Mahogany)
- 1976: Action Winners (L’ultima volta)
- 1976: Taxi love - Servizio per signora
- 1976: Bitte zu Tisch (Fernsehfilm)
- 1977: Casanova & Co.
- 1977: Happy Birthday, Harry (Febbre a 40!)
- 1977: Der Tollwütige (La belva col mitra)
- 1977: Es muß nicht immer Kaviar sein (13-teilige TV-Serie)
- 1978: La profezia
- 1979: Un’ombra nell’ombra
- 1979: Bedelia (TV-Serie, Episode Sam et Sally)
- 1980: La compagna di viaggio
- 1980: Sündige Matratzenhäschen aus Venedig (Peccati a Venezia)
- 1980: Tage des Wahnsinns (Traficantes de pánico)
- 1980: Flotte Teens – runter mit den Jeans (La liceale al mare con l'amica di papà)
- 1981: Die letzten Heuler der Marine (La dottoressa preferisce i marinai)
- 1982: Il Commissionario (Fernsehfilm)
- 1983: Nackte Körper (Corpi nudi)
- 1983: In Zeiten wie diesen… (Fernsehfilm)
- 1983: Kottan ermittelt: Smokey und Baby und Bär (Fernsehreihe, 1 Folge)
- 1984: Seifenblasen
- 1984: Heiße Wickel – kalte Güsse (TV-Serie)
- 1984: Der Mörder (Fernsehfilm)
- 1985: Simsalabimbambum (TV)
- 1985: Passaporto segnalato
- 1988: La tempesta
- 1990: Dangerous Affairs (Sensazioni d'amore)
- 1990: Troll 3 (Quest for the Mighty Sword)
- 1991: I love Vienna
- 2016: Sur les traces de ma mère (Archivmaterial)
- 2023: Feuerblume – Die zwei Leben der Marisa Mell (Dokumentarfilm)

## Theater
- 1959: Jahrgang '59 (Theater an der Josefstadt, Regie: Hans Jaray)
- 1968: Mata Hari (Regie: Vincente Minnelli, nach der ersten Probevorführung abgesetzt)
- 1983: Das Eheterzett (Theatertournee in Deutschland)
- 1986: How the Other Half Loves (Vienna’s English Theatre)
- 1989: Orvieto (in Graz)
- 1990: Dort und Hier: Eine Collage zum 100. Geburtstag von Franz Werfel (Theatertournee in Österreich)
- 1990: Love Letters (Vienna’s English Theatre)

## Ausstellungen
- 1988: Marisa Mell Gemälde, Ausstellung in der Grazer Hauptpost
- 2023: Magic Marisa, Ausstellung über Marisa Mell im Graz Museum

## Diskografie
- 1981: Lady O. (Single – Jupiter Records)